# Université au Portugal
Le système éducatif portugais répartit les établissements d'enseignement supérieur en deux catégories : les universités et les instituts polytechniques.

## Universités

### Publiques
- Institut universitaire de Lisbonne
- Université Aberta
- Université des Açores
- Université de l'Algarve
- Université d'Aveiro
- Université de Beira Interior
- Université de Coimbra
- Université d'Évora
- Université de Lisbonne
- Université de Madère
- Université du Minho
- Université Nova de Lisbonne
- Université de Porto
- Université de Trás-os-Montes et Alto Douro

### Privées
- Université catholique portugaise
- Université Lusophone des Humanités et Technologies
- Université Lusophone de Porto
- Université Lusíada de Lisbonne
- Université Lusíada - Nord
- Université autonome de Lisbonne
- École universitaire Vasco da Gama[1]
- Institut universitaire Egas Moniz[2]
- Université CESPU[3]
- Université Fernando Pessoa
- Université Portucalense Infante D. Henrique
- Université européenne de Lisbonne
- Atlântica - Institut universitaire

## Instituts polytechniques

### Publics
- Institut polytechnique de Beja
- Institut polytechnique de Bragance
- Institut polytechnique de Castelo Branco
- Institut polytechnique de Cávado et Ave
- Institut polytechnique de Coimbra
- Institut polytechnique de Guarda
- Institut polytechnique de Leiria
- Institut polytechnique de Lisbonne
- Institut polytechnique de Portalegre
- Institut polytechnique de Porto
- Institut polytechnique de Santarém
- Institut polytechnique de Setúbal
- Institut polytechnique de Tomar
- Institut polytechnique de Viana do Castelo
- Institut polytechnique de Viseu